# Vilșana-Slobidka, Babanka
Vilșana-Slobidka (în ucraineană Вільшана-Слобідка) este o comună în raionul Babanka, regiunea Cerkasî, Ucraina, formată numai din satul de reședință.

## Demografie
Componența lingvistică a comunei Vilșana-Slobidka
     Ucraineană (100%)
Conform recensământului din 2001, toată populația comunei Vilșana-Slobidka era vorbitoare de ucraineană (100%).